# Anadolu Efes S.K.
Anadolu Efes Spor Kulübü er en tyrkisk professionel basketballklub fra Istanbul. Klubben spiller i den bedste tyrkiske række, Basketbol Süper Ligi. og i Euroleague. Klubben er den mest succesfulde klub i Tyrkiet, og spiller sine hjemmekampe i Sinan Erdem Dome.
Klubben ejes af bryggerikoncernen Efes Beverage Group, og hed Efes Pilsen S.K. frem til 2011, hvorpå at ny lovgivning betød at klubber ikke længere måtte reklamere for alkoholprodukter.

## Historie
Efes Pilsen S.K. blev dannet i 1976, da bryggerikoncernen opkøbte 2. divisionsklubben Kadıköyspor, som havde økonomiske problemer. Der blev lavet store investeringer i klubben af de nye ejere, og dette resulterede i, at klubben i 1978 rykkede op i den bedste tyrkiske række. Efes Pilsen vandt herefter sit første mesterskab i sin debutsæson 1978-79. Klubben har siden etableret sig som den mest succesfulde klub i landet, og har til dato vundet 15 mesterskaber, senest i 2021.
Klubben vandt i 2020-21 sæsonen sit første EuroLeague mesterskab, og efterfulgte det med at vinde mesterskabet igen i 2021-22.

## Spillere

### Nuværende spillertrup
Oversigten er opdateret til og med 20. maj 2023.
| Anadolu Efes S.K. spillertrup | Anadolu Efes S.K. spillertrup | Anadolu Efes S.K. spillertrup | Anadolu Efes S.K. spillertrup | Anadolu Efes S.K. spillertrup | Anadolu Efes S.K. spillertrup | Anadolu Efes S.K. spillertrup |
| Nummer                        | Navn                          | Position                      | Nationalitet                  | Højde                         | Vægt                          | Fødselsdag                    |
| ----------------------------- | ----------------------------- | ----------------------------- | ----------------------------- | ----------------------------- | ----------------------------- | ----------------------------- |
| 0                             | Shane Larkin                  | G                             | USA                           | 1.83 m                        | 79 kg                         | 2. oktober 1992 (32 år)       |
| 1                             | Rodrigue Beaubois             | G                             | Frankrig                      | 1.88 m                        | 84 kg                         | 24. februar 1988 (37 år)      |
| 2                             | Chris Singleton               | F/C                           | USA                           | 2,06 m                        | 108 kg                        | 21. november 1989 (35 år)     |
| 4                             | Doğuş Balbay (C)              | PG                            | Tyrkiet                       | 1.85 m                        | 82 kg                         | 21. januar 1989 (36 år)       |
| 5                             | Karahan Tuan Efeoğlu          | PF                            | Tyrkiet                       | 2.03 m                        | –                             | 13. juni 2004 (20 år)         |
| 6                             | Elijah Bryant                 | G/F                           | USA                           | 1.96 m                        | 95 kg                         | 19. april 1995 (29 år)        |
| 11                            | Erten Gazi                    | SG                            | Tyrkiet                       | 1.91 m                        | 93 kg                         | 15. juni 1997 (27 år)         |
| 12                            | Will Clyburn                  | F                             | USA                           | 2.01 m                        | 95 kg                         | 17. maj 1990 (34 år)          |
| 13                            | Mehmet Efe Demirel            | F/C                           | Tyrkiet                       | 2.13 m                        | –                             | 4. januar 2005 (20 år)        |
| 14                            | Furkan Haltalı                | C                             | Tyrkiet                       | 2.11 m                        | 95 kg                         | 2. februar 2002 (23 år)       |
| 18                            | Egehan Arna                   | SF                            | Tyrkiet                       | 2.03 m                        | 93 kg                         | 5. januar 1997 (28 år)        |
| 19                            | Buğrahan Tuncer               | G                             | Tyrkiet                       | 1.93 m                        | 90 kg                         | 23. marts 1993 (31 år)        |
| 21                            | Tibor Pleiß                   | C                             | Tyskland                      | 2.21 m                        | 116 kg                        | 2. november 1989 (35 år)      |
| 22                            | Vasilije Micić                | G                             | Serbien                       | 1.96 m                        | 92 kg                         | 13. januar 1994 (31 år)       |
| 24                            | Amath M'Baye                  | PF                            | Frankrig                      | 2.06 m                        | 102 kg                        | 14. december 1989 (35 år)     |
| 41                            | Ante Žižić                    | C                             | Kroatien                      | 2.11 m                        | 121 kg                        | 4. januar 1997 (28 år)        |
| 42                            | Bryant Dunston                | C                             | USA                           | 2.03 m                        | 114 kg                        | 28. maj 1986 (38 år)          |

### Pensionerede numre
| Nummer | Spiller         | Position | Nationalitet   | Tid hos klubben      |
| ------ | --------------- | -------- | -------------- | -------------------- |
| 7      | Petar Naumoski  | PG       | Nordmakedonien | 1992–1994, 1995–1999 |
| 44     | Krunoslav Simon | SG/SF    | Kroatien       | 2017–2022            |

## Titler

### Nationale titler
- Basketbol Süper Ligi (15): 1978–79, 1982–83, 1983–84, 1991–92, 1992–93, 1993–94, 1995–96, 1996–97, 2001–02, 2002–03, 2003–04, 2004–05, 2008–09, 2018–19, 2020–21

- Tyrkiske Cup (12): 1993–94, 1995–96, 1996–97, 1997–98, 2000–01, 2001–02, 2005–06, 2006–07, 2008–09, 2014–15, 2018, 2022

- Tyrkiske Præsident Cup (13): 1986, 1992, 1993, 1996, 1998, 2000, 2006, 2009, 2010, 2015, 2018, 2019, 2022

### Internationale titler
- EuroLeague (2): 2020–21, 2021–22

- FIBA Korać Cup (1): 1995–96